# الكديد (تعز)
الكديد هي إحدى قرى الجمهورية اليمنية. وهي تتبع جغرافيًا لمحافظة تعز. وإداريًا لمديرية شرعب الرونة. يبلغ تعداد سكانها 2306 نسمة حسب الإحصاء الذي جرى عام 2004م.